# Al-Maktoumstadion
Het Al-Maktoumstadion (Arabisch: ملعب آل مكتوم) is een multifunctioneel stadion in Dubai, een stad in de Verenigde Arabische Emiraten. Het stadion wordt vooral gebruikt voor voetbalwedstrijden, de voetbalclub Al-Nasr SC maakt gebruik van dit stadion. In het stadion is plaats voor 10.750 toeschouwers. 

## Internationaal toernooi
Het stadion werd tijdens het Aziatisch kampioenschap voetbal 2019 gebruikt voor zeven wedstrijden. Er werden vier groepswedstrijden, twee achtste finales en een kwartfinale gespeeld.